# Palais Berri-Meregalli
Pour les articles homonymes, voir Berri et Meregalli.
 (janvier 2023).
Le palais Berri-Meregalli (en italien : Palazzo Berri-Meregalli) est un bâtiment historique de la ville de Milan en Italie.

## Histoire
Le bâtiment, conçu par l'architecte italien Giulio Ulisse Arata, est construit entre 1911 et 1913.

## Description
Le palais se situe dans un terrain d'angle entre la via Cappuccini et la via Vivaio dans le centre-ville de Milan, pas loin du corso Venezia.
Ses façades monumentales présentent un style éclectique avec éléments néoromans, néogothiques et de l'art nouveau. Dans le hall d'entrée on peut admirer les décorations à mosaïques œuvre d'Angiolo D'Andrea et la sculpture La Vittoria, réalisée par Adolfo Wildt en 1919.